# Голиаш, Роналд
Роналд Голиаш (4 мая 1929 — 27 сентября 2005) — бразильский комик и актёр.
Родился в городе Сан-Карлус, штат Сан-Паулу. Сменил множество профессий, был, среди прочего, помощником портного и страховым агентом. В середине 1950-х годах на него обратил внимание юморист Manuel de Nóbrega, который нанял его для работы комиком на ТВ и на радио.
Первая роль Голиаша — Pacífico в ТВ-шоу «A Praça da Alegria». С начала 1990-х он играл в возобновленной версии этого шоу «A Praça é Nossa», где исполнял роль Pacífico, а также иногда другие роли.
Голиаш умер в 2005 г. в госпитале «Сан-Луиш». Похоронен на кладбище Морумби в Сан-Паулу.

## Фильмы
- Golias Contra o Homem das Bolinhas (1969)
- Agnaldo, Perigo à Vista (1968)
- Marido Barra Limpa (1967)
- O Homem Que Roubou a Copa do Mundo (1963)
- Os Cosmonautas (1962)
- O Dono da Bola (1961)
- Os Três Cangaceiros (1961)
- Tudo Legal (Bronco) (1960)
- Vou Te Contá (1958)
- Um Marido Barra Limpa (1957)

## ТВ-шоу
- «A Praça da Alegria» (1956) — Pacífico
- «Quatro Homens Juntos» (1965) — Carne de Pescoço/Tony Frank
- «Ceará Contra 007» (1965) — Bartolomeu
- «A Família Trapo» (1967) — Bronco
- «Superbronco» (his only unsuccessful show) (1979) — Bronco
- «Bronco» (1986) — Bronco
- «A Praça É Nossa» (1990—2005) — Pacífico, Bartolomeu Guimarães, The Master, Isolda and Profeta
- «A Escolinha do Golias» (1991—1996) — Pacífico
- «Meu Cunhado» (2004) — Bronco